# Antoine Paucard
Antoine Paucard fue un poeta y escultor francés, nacido el 5 de diciembre de 1886 en Saint-Salvadour y fallecido el 18 de febrero de 1980 en la misma localidad. De formación autodidacta,  a su vez agricultor, albañil, revolucionario, viajero, también es un creador de canciones  lemusinas.

## Datos biográficos
Hijo de un molinero, Antoine Paucard nació en 1886 en Saint-Salvadour. Buen estudiante, asistió a la escuela primaria hasta obtener un certificado de estudios en 1897. En agosto de 1906, se alistó en el Ejército francés y fue asignado al Regimiento 3 de cazadores de África (Chasseurs d'Afrique en francés) . Herido en Marruecos por una coz de su caballo, perdió un ojo y se desmovilizó en 1909. A continuación, pasó algunos años en París antes de regresar a  Saint-Salvadour para casarse en 1915 con Françoise Cérézat. Agricultor, se convirtió en albañil después de la Primera Guerra Mundial y le dedicó una canción a cada una de las casas que construyó. En 1931, respondió al llamamiento del gobierno francés, que buscaba establecer a una familia en la isla desierta de Clipperton , pero su candidatura no es aceptada. Después de unirse al Partido Comunista en 1930, hizo un viaje a la URSS en 1933, de  donde regresó desilusionado.  Publicó un libro en 1934, Un mois en Russie, par un paysan de la Corrèze -Un mes en Rusia, por un campesino de Corrèze - que marcó su ruptura con el partido.  Durante la Segunda Guerra Mundial, se unió a la resistencia francesa, pasando a la clandestinidad en 1943 y participó en la batalla de La Servantie. Después de la guerra, fue alcalde de Saint-Salvadour durante un año. Decepcionado con la política tanto de los rusos como de los americanos, poco a poco pierde el interés para dedicarse a la escultura. Durante un largo período de su vida, consignó sus pensamientos, recuerdos, poemas y canciones en cuadernos, fechados , para aquellos que lo están, desde 1930 hasta 1975.

## Obras
Antoine Paucard dejó treinta esculturas y 120 cuadernos de notas.
En sus cuadernos, hay todo tipo de pensamientos y notas personales, poemas, aforismos y 143 canciones .
Sus esculturas, hechas principalmente de granito, se presentan en un pequeño museo que él mismo construyó en su pueblo de Saint-Salvadour. Representante del arte marginal, retratan personajes emblemáticos ( Richelieu , el más grande jefe del estado, Napoleón , Carlomagno , Vercingétorix y la madre del artista ...) o figuras alegóricas, símbolos o aforismos (Mujeres del mañana: la gran esperanza de la humanidad, Jean que ríe y Jean que llora, Fertilidad, Eva, madre de todos nosotros ...). También es el arquitecto de su tumba en el cementerio de la aldea.
En 2008, el museo Paucard pasó a ser  propiedad del municipio. Se encuentra ubicado en las coordenadas: 45°23′34″N 1°45′56″E / 45.39278, 1.76556